# كيتي كارمايكل
كيتي كارمايكل (بالإنجليزية: Katy Carmichael)‏ هي ممثلة بريطانية، ولدت في 1971 في ليفربول في المملكة المتحدة.

## وصلات خارجية
- كيتي كارمايكل على موقع IMDb (الإنجليزية)
- كيتي كارمايكل على موقع قاعدة بيانات الفيلم (الإنجليزية)